# Торо (Іспанія)
Торо (ісп. Toro) — місто і муніципалітет в Іспанії, у складі автономної спільноти Кастилія-і-Леон, у провінції Самора. Населення — 9748 осіб (2010).

## Географія
Місто розташоване на відстані близько 190 км на північний захід від Мадрида, 29 км на схід від Самори.
На території муніципалітету розташовані такі населені пункти: (дані про населення за 2010 рік)
- Ла-Асукарера: 21 особа
- Гранха-Флоренсія: 19 осіб
- Монте-ла-Рейна: 29 осіб
- Тагарабуена: 388 осіб
- Торо: 9250 осіб
- Вільягер: 12 осіб
- Вільявеса: 5 осіб
- Ель-Хехо: 24 особи

## Демографія
Динаміка населення (INE ):

## Уродженці
- Беатриса Кастильська — королева Португалія.